# Charles Duprat
Charles Duprat est un homme politique français né le 5 novembre 1763 à Montluçon (Allier) et mort le 21 janvier 1818 à Montluçon.

## Biographie
Juge de paix à Montluçon, il est député de l'Allier en 1815, pendant les Cent-Jours.

## Sources
- « Charles Duprat », dans Adolphe Robert et Gaston Cougny, Dictionnaire des parlementaires français, Edgar Bourloton, 1889-1891 [détail de l’édition]